# Сачко Галина Володимирівна
Галина Володимирівна Сачко (6 травня 1950, місто Челябінськ, тепер Російська Федерація) — радянська і російська діячка, науковець, декан факультету Євразії та Сходу Челябінського державного університету. Член ЦК КПРС у 1990—1991 роках.  Кандидат філософських наук.

## Життєпис
У 1971 році закінчила Челябінський державний педагогічний інститут.
У 1971—1973 роках — вчителька середньої школи села Муслюмово Сосновського району Челябінської області. У 1973—1975 роках — вчителька середньої школи № 86 міста Челябінська.
У 1975—1978 роках — асистент кафедри наукового комунізму Челябінського державного педагогічного інституту.
З 1978 року — аспірантка Московського державного університету імені Ломоносова.
Член КПРС з 1979 року.
У 1982—1984 роках — асистент, старший викладач, у 1984—1985 роках — в.о. доцента, в 1985—1987 роках — доцент кафедри наукового комунізму Челябінського державного педагогічного інституту.
У 1987—1990 роках — секретар Центрального районного комітету КПРС міста Челябінська.
З листопада 1990 року — доцент кафедри політології та регіонознавства Челябінського державного університету.
З 1998 року — декан факультету Євразії та Сходу Челябінського державного університету.
Стояла біля джерел і була головним організатором підготовки сходознавців на Південному Уралі. Спеціалізувалася з політології, історії політичних вчень, історії та теорії євразійства, дипломатичної служби та етикету. Головний редактор наукового журналу «Вісник Челябінського державного університету. Серія 10. Сходознавство. Євразійство. Геополітика».

## Нагороди і відзнаки
- медаль Товариства «Знання» Російської Федерації «Подвижнику освіти» (2013)
- медалі